# Zarqa
Zarqā (tiếng Ả Rập: الزرقاء) là một thành phố ở Jordan nằm ở vùng Đông Bắc của Amman. Zarqa là thủ phủ của Zarqa. Zarqa là trung tâm công nghiệp của Jordan, nơi có trên 50% nhà máy Jordan. Sự tăng trưởng của ngành công nghiệp trong thành phố là kết quả của chi phí thấp bất động sản và gần với thủ đô Amman. Thành phố Zarqa đã được thành lập bởi người nhập cư từ vùng biển Caspi vào đầu thế kỷ 20, ban đầu trên bờ sông Zarqa, dân số đã tăng đều đặn với việc xây dựng thân tàu của đường sắt của các Ottoman. Các căn cứ của quân đội Jordan, trước đây gọi là các Lê dương Ả Rập đã nằm ở Zarqa.
Khu định cư đầu tiên ở đây là vào năm 1902 bởi những người nhập cư Chechnya đã di dời từ các cuộc chiến tranh giữa Nga và đế chế Ottoman. Họ định cư dọc theo sông Zarqa. Đồng thời nhà ga trên tuyến đường ray được xây dựng ở khu định cư mới, sự kiện này đã biến Zarqa thành một trung tâm quan trọng. Ngày 10 tháng 4 năm 1905 thống đốc Ottoman ban hành sắc lệnh cho phép những người nhập cư Chechen sở hữu đất họ định cư. Dân số tăng nhanh chóng. Vào ngày 18 tháng 11 năm 1928 chính phủ Jordan mới ban hành Nghị định thiết lập hội đồng thành phố đầu tiên cho Zarqa.

## Khí hậu
| Dữ liệu khí hậu của Zarqa               | Dữ liệu khí hậu của Zarqa | Dữ liệu khí hậu của Zarqa | Dữ liệu khí hậu của Zarqa | Dữ liệu khí hậu của Zarqa | Dữ liệu khí hậu của Zarqa | Dữ liệu khí hậu của Zarqa | Dữ liệu khí hậu của Zarqa | Dữ liệu khí hậu của Zarqa | Dữ liệu khí hậu của Zarqa | Dữ liệu khí hậu của Zarqa | Dữ liệu khí hậu của Zarqa | Dữ liệu khí hậu của Zarqa | Dữ liệu khí hậu của Zarqa |
| Tháng                                   | 1                         | 2                         | 3                         | 4                         | 5                         | 6                         | 7                         | 8                         | 9                         | 10                        | 11                        | 12                        | Năm                       |
| --------------------------------------- | ------------------------- | ------------------------- | ------------------------- | ------------------------- | ------------------------- | ------------------------- | ------------------------- | ------------------------- | ------------------------- | ------------------------- | ------------------------- | ------------------------- | ------------------------- |
| Trung bình ngày tối đa °C (°F)          | 13.2 (55.8)               | 15.1 (59.2)               | 18.5 (65.3)               | 23.7 (74.7)               | 28.6 (83.5)               | 31.5 (88.7)               | 32.6 (90.7)               | 32.6 (90.7)               | 31.5 (88.7)               | 27.7 (81.9)               | 21.0 (69.8)               | 14.9 (58.8)               | 24.2 (75.6)               |
| Trung bình ngày °C (°F)                 | 8.1 (46.6)                | 9.6 (49.3)                | 12.4 (54.3)               | 16.6 (61.9)               | 20.9 (69.6)               | 23.7 (74.7)               | 25.0 (77.0)               | 25.0 (77.0)               | 23.7 (74.7)               | 20.1 (68.2)               | 14.6 (58.3)               | 9.5 (49.1)                | 17.4 (63.4)               |
| Tối thiểu trung bình ngày °C (°F)       | 3.0 (37.4)                | 4.1 (39.4)                | 6.3 (43.3)                | 9.6 (49.3)                | 13.2 (55.8)               | 15.9 (60.6)               | 17.5 (63.5)               | 17.4 (63.3)               | 16.0 (60.8)               | 12.5 (54.5)               | 8.2 (46.8)                | 4.1 (39.4)                | 10.7 (51.2)               |
| Lượng Giáng thủy trung bình mm (inches) | 42 (1.7)                  | 38 (1.5)                  | 31 (1.2)                  | 10 (0.4)                  | 3 (0.1)                   | 0 (0)                     | 0 (0)                     | 0 (0)                     | 0 (0)                     | 4 (0.2)                   | 20 (0.8)                  | 34 (1.3)                  | 182 (7.2)                 |
| Nguồn:                                  |                           |                           |                           |                           |                           |                           |                           |                           |                           |                           |                           |                           |                           |

## Thành phố kết nghĩa
- Oran, Algeria[2]
- Sfax, Tunisia